# Robert Webster
Robert Webster, detto Bob (Berkeley, 25 ottobre 1939), è un tuffatore statunitense. In carriera ha vinto due medaglie d'oro olimpiche. È membro dell'International Swimming Hall of Fame.

## Biografia
Ha difeso i colori della nazionale statunitense ai Giochi olimpici di Roma 1960 gareggiando nel concorso dei tuffi dalla piattaforma 10 metri, dove ha vinto la medaglia d'oro, precedendo il compagno di nazionale Gary Tobian.
Alle successive olimpiadi estive di Tokyo 1964 si è riconfermato ai vertici di questa disciplina, precedendo in finale l'italiano Klaus Dibiasi.
Nel 1970 è stato inserito nell'International Swimming Hall of Fame.

## Palmarès
- Giochi olimpici

Roma 1960: oro nella piattaforma 10 m
Tokyo 1964: oro nella piattaforma 10 m
- Giochi panamericani

San Paolo 1963: oro nella piattaforma 10 m